# Zipangia
Zipangia es un género de escarabajos de la familia Chrysomelidae. El género fue descrito por Heikertinger en 1924. Esta es una lista de especies de este género:
- Zipangia aptera Medvedev, 1992
- Zipangia bicolora Medvedev, 1990
- Zipangia carinata Medvedev, 2001
- Zipangia fulvicornis Scherer, 1979
- Zipangia hammondi Gruev, 1981
- Zipangia imasakai Takizawa, 1990
- Zipangia infuscaticornis Scherer, 1979
- Zipangia merkli Medvedev, 2000
- Zipangia nepala Gruev, 1990
- Zipangia okinawana Takizawa, 1979
- Zipangia recticollis Takizawa, 1979
- Zipangia subcostata Medvedev, 1990
- Zipangia takizawai Kimoto, 1996